# 奥斯卡最佳化妆与发型设计奖
学院奖最佳化妆与发型设计奖是美国电影艺术与科学学院主办的奥斯卡奖中针对优秀化妆技巧及发型设计的年度电影奖项。通常情况下，每届学院奖会有3部电影获得提名参与角逐，而少数的例外如上世纪80年代早期，只有两部电影获提名，此外还有1999年，共有4部电影获提名。
化妆奖诞生于1981年，最初名为学院奖最佳化妆奖（"Academy Award for Best Makeup"），对于这个学院奖历史上最年轻的奖项之一的诞生，不得不提及一部杰出的英国电影，著名导演大卫·林奇执导的《象人》，该片中由约翰·赫特扮演的男主角“象人”（即片名"the elephant man"所指的电影主人翁）始终要戴着一个沉重而又逼真的面具来进行表演。这个面具是如此地令人印象深刻，以至于艺术与科学学院甚至收到许多人对该片的化妆成就因未设立这个奖项因而无法得到学院奖肯定的报怨。于是次年，艺术与科学学院就正式设立了该奖项，而在此以前，电影的化妆师唯一获得学院奖肯定的希望只能寄托在非常规，不定期发放的特别成就奖（"special achievement award"）上。于2013年初公布第85届学院奖提名名单时，该奖项正式更名为学院奖最佳化妆与发型设计奖（"Academy Award for Best Makeup and Hairstyling"）。
与其它任何一个奖项的提名过程不同的是，化妆奖在提名前，会有一个预选名单。由艺术与科学学院化妆奖评选分支观看预选名单的电影后投票选出最终的提名名单，再由学院的全部成员投票选出最终的获奖电影。

## 熟面孔
里克·贝克是此奖项历史上获奖和提名均最多的化妆师，共计11次提名中有7次获奖。他也是该奖项的第一位获奖者——1981年的电影《美国狼人在巴黎》获第54届学院奖化妆奖。

## 特别成就奖
1981年设立化妆奖前，学院奖的特别成就奖共有两次针对电影在化妆方面取得的成就给予奖励，这两部电影分别为1964年的《老博士的七张脸》和1968年的《人猿星球》。

## 发型设计
自1993年开始，所有“对电影中角色的外形及效果作出突出贡献”的发型设计师将分享此奖项的荣誉。

## 获奖与入围
以下表格中按年代列出了本奖项历年的提名及获奖名单，表格中以黄色背景显示的行是获化妆奖的电影，以蓝色背景显示的行则为化妆奖设立前，因化妆方面成就而获特别成就奖的电影，空白背景色的则是获得提名但未获奖的电影，淡蓝紫色背景显示的则是获得最新更名的化妆与发型设计奖的电影。
| 年代          | 片名                               | 得主 |
| ------------- | ---------------------------------- | --- |
| 1964 (第37屆) | 《老博士的七张脸》                 | 威廉·J·塔特爾 |
| 1968 (第41屆) | 《浩劫餘生》                       | 約翰·錢柏斯 |
| 1981 (第54屆) | 《美国狼人在倫敦》                 | 里克·貝克 |
| 1981 (第54屆) | 《心灵之声》                       | 斯坦·温斯顿 |
| 1982 (第55屆) | 《火之战》                         | 莎拉·蒙扎尼 和 米凱萊·柏克 |
| 1982 (第55屆) | 《甘地传》                         | 湯姆·史密斯 |
| 1984 (第57屆) | 《阿瑪迪斯》                       | 保羅·勒布朗 和 迪克·史密斯 |
| 1984 (第57屆) | 《泰山王子》                       | 里克·貝克 和 保羅·恩格倫 |
| 1984 (第57屆) | 《威震太阳神》                     | 邁克爾·威斯特莫 |
| 1985 (第58屆) | 《面具》                           | 邁克爾·威斯特莫 和 佐爾坦·伊萊克 |
| 1985 (第58屆) | 《紫色姐妹花》                     | 肯·蔡斯 |
| 1985 (第58屆) | 《御用杀手》                       | 卡爾·傅爾頓 |
| 1986 (第59屆) | 《變蠅人》                         | 克里斯·瓦拉斯 和 史蒂芬・杜普伊斯 |
| 1986 (第59屆) | 《熊族之旅》                       | 邁克爾·威斯特莫 和 佐爾坦·伊萊克 |
| 1986 (第59屆) | 《黑魔王》                         | 羅伯·博汀 和 彼得·羅勃-金 |
| 1987 (第60屆) | 《大脚哈利》                       | 里克·貝克 |
| 1987 (第60屆) | 《新年快乐》                       | 羅伯特·拉登 |
| 1988 (第61屆) | 《阴间大法师》                     | 維·尼爾、史蒂夫·拉·波特 和 羅伯特·蕭特 |
| 1988 (第61屆) | 《來去美國》                       | 里克·貝克 |
| 1988 (第61屆) | 《孤寒财主》                       | 湯瑪斯·伯曼 和 巴里·德雷本-伯曼 |
| 1989 (第62屆) | 《溫馨接送情》                     | 曼利奧·洛切蒂、琳·巴貝爾 和 凱文·海尼 |
| 1989 (第62屆) | 《終極天將》                       | 瑪姬·韋斯頓 和 法布里奇奧·斯福爾扎 |
| 1989 (第62屆) | 《吾爱吾父》                       | 迪克·史密斯、肯·迪亞茲 和 格雷格·尼爾森 |
| 1990 (第63屆) | 《狄克崔西》                       | 小約翰·卡格里昂 和 道格·德克斯勒 |
| 1990 (第63屆) | 《大鼻子情圣》                     | 米凱萊·柏克 和 尚·皮埃爾·埃晨 |
| 1990 (第63屆) | 《剪刀手爱德华》                   | 維·尼爾 和 斯坦·温斯顿 |
| 1991 (第64屆) | 《魔鬼終結者2》                    | 斯坦·温斯顿 和 傑夫·達恩 |
| 1991 (第64屆) | 《虎克船长》                       | 克莉絲緹娜·史密斯、蒙提·韋斯莫 和 葛瑞格·坎農                                                                                                 |
| 1991 (第64屆) | 《星艦迷航記VI：邁入未來》         | 麥可·米爾斯、艾德·弗倫奇 和 理查德·斯內爾 |
| 1992 (第65屆) | 《吸血鬼：真愛不死》               | 葛瑞格·坎農、米凱萊·柏克 和 馬修·W·蒙格 |
| 1992 (第65屆) | 《蝙蝠俠大顯神威》                 | 維·尼爾、羅尼·斯佩克特 和 斯坦·温斯顿 |
| 1992 (第65屆) | 《超級巨人》                       | 維·尼爾、葛瑞格·坎農 和 約翰·布雷克 |
| 1993 (第66屆) | 《窈窕奶爸》                       | 維·尼爾、葛瑞格·坎農 和 尤蘭達·托西恩 |
| 1993 (第66屆) | 《费城》                           | 卡爾·傅爾頓 和 亞蘭·唐格里奧 |
| 1993 (第66屆) | 《辛德勒的名单》                   | 克莉絲緹娜·史密斯、馬修·W·蒙格 和 茱蒂絲·A·柯瑞                                                                                               |
| 1994 (第67屆) | 《艾德·伍德》                      | 里克·貝克、維·尼爾 和 尤蘭達·托西恩 |
| 1994 (第67屆) | 《阿甘正傳》                       | 丹尼爾·C·斯瑞派克、海莉·戴摩爾 和 茱蒂絲·A·柯瑞                                                                                               |
| 1994 (第67屆) | 《瑪麗雪萊之科學怪人》             | 丹尼爾·帕克、保羅·恩格倫 和 卡洛·海門 |
| 1995 (第68屆) | 《梅爾吉勃遜之英雄本色》           | 彼得·佛萊普頓、保羅·帕提森 和 路易斯·伯威爾                                                                                                   |
| 1995 (第68屆) | 《玉米田的天空》                   | 肯·迪亞茲 和 馬克·桑切斯 |
| 1995 (第68屆) | 《同居大作战》                     | 葛瑞格·坎農、羅伯特·拉登 和 科琳·卡拉漢 |
| 1996 (第69屆) | 《隨身變》                         | 里克·貝克、大衛·萊羅伊·安德森 |
| 1996 (第69屆) | 《密西西比謀殺案》                 | 馬修·W·蒙格 和 黛博拉·拉米婭·丹佛 |
| 1996 (第69屆) | 《星艦迷航記VIII：戰鬥巡航》       | 邁克爾·威斯特莫、斯科特·惠勒 和 傑克·賈博 |
| 1997 (第70屆) | 《MIB星際戰警》                    | 里克·貝克、大衛·萊羅伊·安德森 |
| 1997 (第70屆) | 《布朗夫人》                       | 麗莎·韋史考特、維羅尼卡·布雷布納 和 貝弗利·賓達                                                                                               |
| 1997 (第70屆) | 《鐵達尼號》                       | 蒂娜·恩肖、葛瑞格·坎農 和 西蒙·湯普森 |
| 1998 (第71屆) | 《伊丽莎白》                       | 珍妮·謝爾科爾 |
| 1998 (第71屆) | 《搶救雷恩大兵》                   | 路易斯·伯威爾、康納爾·奧沙利文 和 丹尼爾·C·斯瑞派克                                                                                           |
| 1998 (第71屆) | 《莎翁情史》                       | 麗莎·韋史考特 和 維羅尼卡·布雷布納 |
| 1999 (第72屆) | 《酣歌畅戏》                       | 克莉絲汀·布倫德爾 和 特里弗·普勞德 |
| 1999 (第72屆) | 《王牌大賤諜二部曲：時空賤諜007》  | 米凱萊·柏克 和 邁克·史密森 |
| 1999 (第72屆) | 《變人》                           | 葛瑞格·坎農 |
| 1999 (第72屆) | 《傲笑江湖》                       | 里克·貝克 |
| 2000 (第73屆) | 《鬼靈精》                         | 里克·貝克 和 蓋爾·瑞恩 |
| 2000 (第73屆) | 《入侵脑细胞》                     | 米凱萊·柏克 和 愛德華·F·恩里克斯 |
| 2000 (第73屆) | 《我和吸血鬼有份合約》             | 安·布坎南 和 安伯·西布利 |
| 2001 (第74屆) | 《魔戒首部曲：魔戒現身》           | 彼得·歐文 和 理察·泰勒 |
| 2001 (第74屆) | 《美麗境界》                       | 葛瑞格·坎農 和 科琳·卡拉漢 |
| 2001 (第74屆) | 《红磨坊》                         | 莫里吉奧·西爾維 和 阿爾多·西諾勒提 |
| 2002 (第75屆) | 《揮灑烈愛》                       | 約翰·E·傑克遜 和 比阿特麗斯·德·阿爾瓦 |
| 2002 (第75屆) | 《时光机器》                       | 小約翰·M·埃利奧特 和 芭芭拉·洛倫茨 |
| 2003 (第76屆) | 《魔戒三部曲：王者再臨》           | 理察·泰勒 和 彼得·金 |
| 2003 (第76屆) | 《怒海爭鋒：極地征伐》             | 愛德華·F·恩里克斯 和 尤蘭達·托西恩 |
| 2003 (第76屆) | 《神鬼奇航：鬼盜船魔咒》           | 維·尼爾 和 馬丁·塞繆爾 |
| 2004 (第77屆) | 《波特萊爾的冒險》                 | 瓦利·奧賴利 和 比爾·科索 |
| 2004 (第77屆) | 《耶稣受难记》                     | 基思·范德蘭 和 克里斯蒂恩·汀斯利 |
| 2004 (第77屆) | 《點燃生命之海》                   | 喬·艾倫 和 馬諾洛·加西亞 |
| 2005 (第78屆) | 《纳尼亚传奇：狮子·女巫·魔衣橱》   | 霍華德·伯傑 和 塔米·萊恩 |
| 2005 (第78屆) | 《最後一擊》                       | 大衛·萊羅伊·安德森 和 蘭斯·安德森 |
| 2005 (第78屆) | 《星際大戰三部曲：西斯大帝的復仇》 | 戴夫·埃爾西 和 尼基·古利 |
| 2006 (第79屆) | 《羊男的迷宮》                     | 大衛·馬提 和 蒙特斯·里比 |
| 2006 (第79屆) | 《阿波卡獵逃》                     | 阿爾多·西諾勒提 和 維托里奧·索達諾 |
| 2006 (第79屆) | 《命運好好玩》                     | 辻一弘 和 比爾·科索 |
| 2007 (第80屆) | 《玫瑰人生》                       | 迪迪埃·拉維尼 和 揚·阿奇博爾德 |
| 2007 (第80屆) | 《糯米正傳》                       | 里克·貝克 和 辻一弘 |
| 2007 (第80屆) | 《神鬼奇航3：世界的盡頭》          | 維·尼爾 和 馬丁·塞繆爾 |
| 2008 (第81屆) | 《班傑明的奇幻旅程》               | 葛瑞格·坎農 |
| 2008 (第81屆) | 《黑暗骑士》                       | 小約翰·卡格里昂 和 康納爾·奧沙利文 |
| 2008 (第81屆) | 《地獄怪客2：金甲軍團》            | 邁克·埃利薩爾德 和 湯姆·弗勞茲 |
| 2009 (第82屆) | 《星際爭霸戰》                     | 巴尼·伯爾曼、明迪·霍爾 和 喬爾·哈洛 |
| 2009 (第82屆) | 《明星总理》                       | 阿爾多·西諾勒提 和 維托里奧·索達諾 |
| 2009 (第82屆) | 《維多莉亞女王：風華絕代》         | 喬恩·亨利·戈登 和 珍妮·謝爾科爾 |
| 2010 (第83屆) | 《狼嚎再起》                       | 里克·貝克 和 戴夫·埃爾西 |
| 2010 (第83屆) | 《巴尼正傳》                       | 阿德里安·莫羅特 |
| 2010 (第83屆) | 《自由之路》                       | 格雷戈里·芬克、愛德華·F·恩里克斯 和 尤蘭達·托西恩                                                                                             |
| 2011 (第84屆) | 《鐵娘子：堅固柔情》               | 馬克·高利亞 和 J.羅伊·海蘭德 |
| 2011 (第84屆) | 《變裝男侍》                       | 馬素·康維爾、林恩·約翰遜 和 馬修·W·蒙格 |
| 2011 (第84屆) | 《哈利波特：死神的聖物Ⅱ》          | 尼克・杜德曼、阿曼達·奈特 和 麗莎·湯布林 |
| 2012 (第85屆) | 《悲惨世界》                       | 麗莎·韋史考特 和 茱莉·達特內爾 |
| 2012 (第85屆) | 《希区考克》                       | 霍華德·伯傑、彼得·蒙大納 和 馬丁·塞繆爾 |
| 2012 (第85屆) | 《哈比人：意外旅程》               | 彼得·金、里克·芬勒特 和 塔米·萊恩 |
| 2013 (第86屆) | 《藥命俱樂部》                     | 阿德瑞萨·李 和 罗宾·马修斯 |
| 2013 (第86屆) | 《無厘取鬧：祖孫卡好》             | 斯蒂芬·普劳蒂 |
| 2013 (第86屆) | 《獨行俠》                         | 喬爾·哈洛 和 格洛丽亚·帕卡-卡茜 |
| 2014 (第87屆) | 《歡迎來到布達佩斯大飯店》         | 法蘭西斯·哈南 和 馬克·高利亞 |
| 2014 (第87屆) | 《暗黑冠軍路》                     | 比爾·科索 和 丹尼斯·利特 |
| 2014 (第87屆) | 《星際異攻隊》                     | 伊利莎伯·恩尼-佐祖 和 大衛·懷特 |
| 2015 (第88屆) | 《瘋狂麥斯：憤怒道》               | 達米安·馬丁、萊斯利·范德爾沃特 和 艾爾卡·沃德加                                                                                               |
| 2015 (第88屆) | 《百歲老人蹺家去》                 | 羅夫·拉爾森 和 伊娃·馮·巴爾 |
| 2015 (第88屆) | 《神鬼獵人》                       | 肖恩·格里格、鄧肯·賈曼 和 羅伯特·潘迪尼 |
| 2016 (第89屆) | 《自殺突擊隊》                     | 阿利山卓·布托拉茲、喬治歐·葛雷格寧 和 克里斯多福·納爾森                                                                                       |
| 2016 (第89屆) | 《明天別再來敲門》                 | 羅夫·拉爾森 和 伊娃·馮·巴爾 |
| 2016 (第89屆) | 《星際爭霸戰：浩瀚無垠》           | 喬爾·哈洛 和 理察·阿隆佐 |
| 2017 (第90屆) | 《最黑暗的時刻》                   | 辻一弘、大衛·馬林諾夫斯基 和 露西·西比克 |
| 2017 (第90屆) | 《女王與知己》                     | 丹尼爾·菲利普斯 和 盧·謝潑德 |
| 2017 (第90屆) | 《奇蹟男孩》                       | 阿爾揚·圖伊滕 |
| 2018 (第91屆) | 《為副不仁》                       | 葛瑞格·坎農、凱特·比斯科 和 派翠西亞·德哈尼                                                                                                   |
| 2018 (第91屆) | 《邊境奇譚》                       | 戈蘭·倫德斯特姆 和 帕梅拉·戈爾達默 |
| 2018 (第91屆) | 《雙后傳》                         | 珍妮·謝爾科爾、馬克·佩爾徹 和 潔西卡·布魯克斯                                                                                                 |
| 2019 (第92屆) | 《重磅腥聞》                       | 辻一弘、安妮·摩根 和 薇薇安·貝克 |
| 2019 (第92屆) | 《小丑》                           | 妮基·萊德曼 和 凱·吉歐 |
| 2019 (第92屆) | 《茱蒂》                           | 傑里米·伍德黑德 |
| 2019 (第92屆) | 《黑魔女2》                        | 保羅·古奇、阿爾揚·圖伊滕 和 大衛·懷特 |
| 2019 (第92屆) | 《1917》                           | 娜歐蜜·多恩、特里斯坦·凡爾魯瓦 和 麗貝卡·科爾                                                                                                 |
| 2020 (第93屆) | 《蓝调天后》                       | 塞爾吉奧·洛佩茲-里維拉、米亞·尼爾 和 賈米卡·威爾森                                                                                            |
| 2020 (第93屆) | 《艾瑪.》                          | 瑪麗絲·朗岡、蘿拉·愛倫 和 克勞蒂亞·史托茲 |
| 2020 (第93屆) | 《絕望者之歌》                     | 艾恩·克魯格·梅卡什、派翠西亞·德哈尼 和 馬修·W·蒙格                                                                                            |
| 2020 (第93屆) | 《曼克》                           | 金柏莉·施皮特里、琪琪·威廉斯 和 柯琳·拉巴夫                                                                                                   |
| 2020 (第93屆) | 《皮諾丘的奇幻旅程》               | 達莉亞·柯爾利、馬克·高利亞 和 法蘭切斯科·佩戈雷蒂                                                                                             |
| 2021 (第94屆) | 《神聖電視台》                     | 琳達·唐特斯、斯蒂芬妮·英格拉姆 和 賈斯汀·瑞利                                                                                                 |
| 2021 (第94屆) | 《來去美國2》                      | 邁克·馬里諾、斯泰西·莫里斯 和 卡拉·法瑪爾 |
| 2021 (第94屆) | 《時尚惡女：庫伊拉》               | 娜蒂亞·斯泰西、娜歐蜜·多恩 和 茱莉亞·維儂 |
| 2021 (第94屆) | 《沙丘》                           | 唐纳德·莫瓦特、羅夫·拉爾森 和 伊娃·馮·巴爾 |
| 2021 (第94屆) | 《Gucci：豪門謀殺案》              | 戈蘭·倫德斯特姆、安娜·卡琳·勞克 和 佛雷德利·阿斯皮拉斯                                                                                        |
| 2022 (第95屆) | 《我的鯨魚老爸》                   | 阿卓利安·莫羅特、茱蒂·陳（Judy Chin）和 安·瑪莉·布萊德利（Anne Marie Bradley）                                                                |
| 2022 (第95屆) | 《西线无战事》                     | 海可·默克（Heike Merker）和 琳達·艾森哈梅羅娃（Linda Eisenhamerová）                                                                          |
| 2022 (第95屆) | 《蝙蝠俠》                         | 娜歐蜜·當恩 和 麥克·馬利諾、麥克·方坦（Mike Fontaine）                                                                                        |
| 2022 (第95屆) | 《黑豹2：瓦干達萬歲》              | 卡蜜兒·弗蘭德（Camille Friend）和 喬爾·哈洛                                                                                                   |
| 2022 (第95屆) | 《貓王艾維斯》                     | 馬克·庫利耶、傑森·貝爾德（Jason Baird）和 阿爾多·西諾雷帝                                                                                     |
| 2023 (第96屆) | 《可憐的東西》                     | 娜迪娅·斯黛西、马克·古利亚 和 乔什·韦斯顿 |
| 2023 (第96屆) | 《贖罪日之戰》                     | 凯伦·哈特利·托马斯、苏奇·巴特斯比 和 阿什拉·凯利-布鲁                                                                                         |
| 2023 (第96屆) | 《音乐大师》                       | 辻一弘、凯·乔治奥 和 洛丽·麦考伊-贝尔 |
| 2023 (第96屆) | 《奧本海默》                       | 露易莎·阿贝尔 |
| 2023 (第96屆) | 《绝境盟约》                       | 贝伦·洛佩兹·普格瑟维、大卫·马蒂 和 蒙特塞·里贝                                                                                                |
| 2024 (第97屆) | 《魔法壞女巫》                     | 弗朗西丝·汉侬、劳拉·勃朗特（Laura Blount）、莎拉·努斯（Sarah Nuth）                                                                           |
| 2024 (第97屆) | 《不同的男人》                     | 迈克尔·马里诺、大卫·普雷斯托、克里斯特尔·朱拉多（Crystal Jurado）                                                                             |
| 2024 (第97屆) | 《璀璨女人夢》                     | 朱莉亚·弗洛奇-卡博内尔（Julia Floch Carbonel）、伊马纽埃尔·詹维尔（Emmanuel Janvier）、让-克里斯托弗·斯帕达契尼（Jean-Christophe Spadaccini） |
| 2024 (第97屆) | 《吸血鬼：諾斯費拉圖》             | 大卫·怀特、特雷西·洛德尔、苏珊妮·斯托克斯-蒙顿（Suzanne Stokes-Munton）                                                                       |
| 2024 (第97屆) | 《懼裂》                           | 皮埃尔·奥利维耶·珀辛（Pierre-Oliver Persin）、斯蒂芬妮·吉昂（Stéphanie Guillon）、玛丽琳·斯卡塞利（Marilyne Scarselli）                       |